# Длуґоконти (Млавський повіт)
Длуґоконти (пол. Długokąty) — село в Польщі, у гміні Вечфня-Косьцельна Млавського повіту Мазовецького воєводства.
Населення — 85 осіб (2011).
У 1975-1998 роках село належало до Цехановського воєводства.

## Демографія
Демографічна структура станом на 31 березня 2011 року:
|          | Загалом | Допрацездатний вік | Працездатний вік | Постпрацездатний вік |
| -------- | ------- | ------------------ | ---------------- | -------------------- |
| Чоловіки | 45      | 17                 | 27               | 1                    |
| Жінки    | 40      | 9                  | 23               | 8                    |
| Разом    | 85      | 26                 | 50               | 9                    |